# Ofayé jezik
Ofayé jezik (opaié-shavante, ofaié-xavante, opayé; ISO 639-3: opy), jezik Ofayé Indijanaca, istoimene porodice, velike porodice Macro-Gé, kojim govori 15 ljudi (2002) od 37 etničkih (1995 AMTB) duž rijeka Verde, Vacaris i Ivinhema u brazilskoj državi Mato Grosso do Sul. Članovi etničke grupe služe se i portugalskim i jezikom Kaiwa.

## Vanjske poveznice
- Ethnologue (14th)
- Ethnologue (15th)